# Marek Štěch

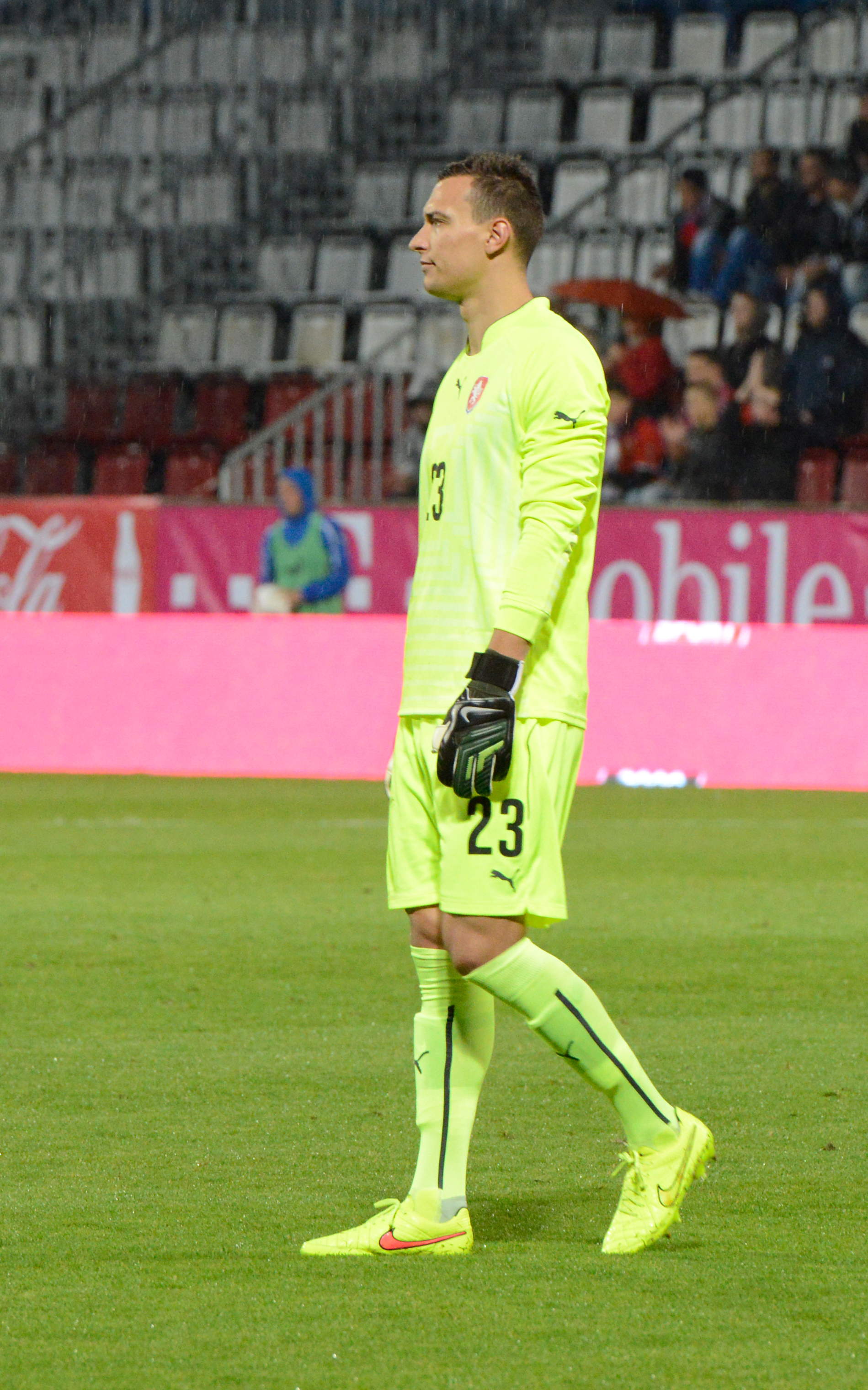
Marek Štěch 2014

Marek Štěch (Prága, 1990. január 28. –) cseh labdarúgó, a Sparta Prahaban játszik, kapusként.

## Pályafutása

### West Ham United
Štěchet 2006 augusztusában leigazolta a West Ham United a Sparta Prahától. 2008-ig volt tagja a londoniak ifiakadémiájának. Az első csapatnál a 34-es számú mezt viseli, eddig egyetlen alkalommal sem lépett pályára tétmeccsen a felnőttek között.
Barátságos mérkőzéseken a Peterborough United és a Southampton ellen játszhatott, utóbbi mérkőzést teljes egészében végigjátszotta.

#### Wycombe Wanderers
2009. március 12-én a Wycombe Wanderers FC a 2008/09-es szezon végéig kölcsönvette Štěchet. Két nappal később, a Brentford ellen mutatkozhatott be, a találkozó 3-3-as eredménnyel ért véget. nem sokkal később egy edzésen megsérült, így mindössze egy meccsen léphetett még pályára, mielőtt visszatért a West Hamhez.

## Külső hivatkozások
- Marek Štěch pályafutásának statisztikái a Soccerbase oldalon (angolul)

- Marek Štěch adatlapja a West Ham United honlapján